# Seznam quebeckých biskupů a arcibiskupů

## Apoštolští vikáří a biskupové
- Sv. François de Montmorency-Laval (1674-1688)
- Jean-Baptiste de La Croix de Chevrières de Saint-Vallier (1688-1727)
- Louis-François Duplessis de Mornay, O.F.M. Cap. (1727-1733)
- Pierre-Herman Dosquet (1733-1739)
- François-Louis de Pourroy de Lauberivière (1739-1740)
- Henri-Marie Dubreil de Pontbriand (1741-1760)
- Étienne Montgolfier (1763-1764)
- Jean-Olivier Briand (1766-1784)
- Louis-Philippe Mariauchau d'Esgly (1784-1788)
- Jean-François Hubert (1788-1797)
- Pierre Denaut (1797-1806)

## Arcibiskupové
- Joseph-Octave Plessis (1806-1825)
- Bernard-Claude Panet (1825-1833)
- Joseph Signay (1833-1850)
- Pierre-Flavien Turgeon (1850-1867)
- Charles-François Baillargeon (1867-1870)
- Elzéar-Alexandre Taschereau (1870-1898)
- Louis-Nazaire Bégin (1898-1925)
- Paul-Eugène Roy (1925-1926)
- Raymond-Marie Rouleau, O.P. (1926-1931)
- Jean-Marie-Rodrigue Villeneuve, OMI (1931-1947)
- Maurice Roy, (1947-1981)
- Louis-Albert Vachon, (1981-1990)
- Maurice Couture, (1990-2002)
- Marc Ouellet, (2002-2010)
- Gérald Cyprien Lacroix, (2011- )